# Grove, Australien
Grove är en ort i Australien. Den ligger i kommunen Huon Valley och delstaten Tasmanien, i den sydöstra delen av landet, omkring 22 kilometer sydväst om delstatshuvudstaden Hobart. Antalet invånare är 718.
Närmaste större samhälle är Kingston, omkring 17 kilometer öster om Grove. 
I omgivningarna runt Grove växer i huvudsak städsegrön lövskog. Runt Grove är det mycket glesbefolkat, med 2 invånare per kvadratkilometer. Genomsnittlig årsnederbörd är 920 millimeter. Den regnigaste månaden är juli, med i genomsnitt 114 mm nederbörd, och den torraste är februari, med 49 mm nederbörd.